# District de Maharajganj
Le district de Maharajganj (en hindi : महाराजगंज जिला) est l'un des districts de la division de Gorakhpur de l'État de l'Uttar Pradesh en Inde.

## Géographie
Son centre administratif est la ville de Maharajganj. 
La superficie du district est de 2 952 km2 et la population au recensement de 2011 s'élève à 2 684 703 habitants.
Son taux d'alphabétisation est de 64,3%.